# I ветеранская когорта аквитанов
I ветеранская когорта аквитанов (лат. Cohors I Aquitanorum veterana) — вспомогательное подразделение армии Древнего Рима.
Когорта, по всей видимости, была набрана в правление императора Октавиана Августа в Аквитании. Существует спор о том, были две или одна когорта под названием I аквитанов. Это связано с тем, что подразделение с таким названием неоднократно упоминается и в Верхней Германии и в Британии. Холдер считает, что это два отдельных подразделения, одно из которых имело название «ветеранская» и постоянно базировалось в Верхней Германии, а другое в Британии. Спол считает, что существовала одна когорта, которая попеременно находилась в двух провинциях, хотя это необычно для вспомогательных подразделений. Холдер аргументирует тем, что британская когорта ни разу не упоминается с названием «ветеранская». Данная статья основана на классификации Холдера. Для подразделения из Британии смотрите статью I когорта аквитанов.
Когорта первоначально дислоцировалась в районе дунайской границы, где, предположительно, участвовала в завоевании Панноннии в 9—6 годах до н. э. Впервые подразделение появляется в датируемой эпиграфической надписи в 74 году, когда оно было размещено в Верхней Германии, где оставалось до, по крайней мере, начала III века, поскольку упоминается в надписи на алтаре, относящемся к периоду 213—216 годов. Когорта дислоцировалась в следующих фортах: Арнсбург, Буцбах, Фридбург, Клиштадт, Заальбург и Штокштадт-на-Майне.